# Ronda Preliminar para la Eurocopa de fútbol sala de 2005
La Ronda Preliminar para el Campeonato Europeo de Fútbol Sala de la UEFA de 2005 tuvo lugar entre el 6 y el 11 de enero de 2004. Los países anfitriones fueron Albania y Bulgaria.

## Equipos participantes
Fue la primera edición de este campeonato europeo regulado de los equipos nacionales de fútbol sala.

Inicialmente de los 34 equipos miembros de la UEFA inscritos se seleccionó aquellos 7 de menor nivel (según el criterio UEFA) para disputar una Ronda Preliminar con 1 grupo de 3 equipos y 1 grupo de 4 equipos  y de ellos los vencedores de cada grupo  pasaron a jugar la Ronda de Clasificación. Estos 2 equipos junto con los 26 restantes competirían en la Ronda de Clasificación.

La selección de República Checa como representante del país anfitrión quedó clasificada directamente para la Fase Final.

Los países participantes en la Ronda Preliminar fueron:
| Albania | Armenia | Bulgaria | Chipre | Inglaterra | Kazajistán |  |
| 1 Gerti Sharra 3 Sokol Male 4 Arben Ahmeti 5 Andi Sallata 6 Ani Mullaj 7 Armant Dama 8 Arben Milori 9 Roland Nenaj 10 Gerdi Spahiu 12 Egerti Ismailaj 13 Ilir Kuluraj 14 Armando Rodi Ent. Edmond Voda | 1 Vagharshak Shahnazaryan 2 Artur Abazyan 3 Ashot Avetisyan 5 Emil Mesropyan 6 Zohrab Niazyan 7 Suren Chakhalyan 8 Artur Vardanyan 9 Sarkis Nazaryan 10 Armen Gyulambaryan 11 Varazdat Avetisyan 12 Artak Poghosyan 14 Tigran Petrosyan Ent. Ruben Nazaretyan | 1 Todor Stoianov 2 Marian Dochev 3 Kaloyan Iliev 4 Boiko Kamenov 5 Mario Mihalkov 6 Nikolay Staikov 7 Boris Trendafilov 8 Tsvetan Hristov 9 Valentin Stantshev 10 Daniel Kalchev 11 Daniel Nestorov 12 Ivailo Kostadinov 13 Yavor Enchev 14 Yavor Sofroniev Ent. Emil Minchev | 1 Christakis Antoniou 2 Marios Aggelides 3 Erotokritos Aggelides 4 Chrysanthos Zampas 5 Thomas Tsolakis 6 Iakovos Gennaris 7 Marios Lambrou 8 Andreas Andreou 9 Agathoclis Agathocleous 10 Costas Poliviou 11 Chrysostomos Chrysostomou 13 Charalambos Demetriou 15 Nikolas Kyriakou Ent. Sofoullis Stylianou | 1 Graham Smith 2 Brendan Gallen 3 Richard Follett 4 Daniel Platel 5 Benjamin Goddard 6 Richard Norris 7 Dan Wood 8 Ben Purkiss 9 Louis Axcell 10 Ben Walker 11 Gareth Berry 12 Alex Sykes 13 Tim Mullock 14 Mark Simmons Ent. Graeme Dell | 3 Saken Kenetaev 6 Erlan Ershanov 8 Aleksandr Bondarev 9 Alibek Karimov 10 Maksim Batov 11 Ramil Yussupov 15 Vitaliy Khayavin Ent. Lev Demjanskiy |  |

| Rumanía |
| 1 Nelu Stancea 2 Csoma Alpar 3 Loband Szöcs 4 Nicolae Daniel Moraru 5 Cristian Balan 6 Gabriel Molomfalean 7 Robert Lupu 8 Bogdan Octavian Vintila 9 Razvan Radu 10 Marian Valentin Stanciu 11 Robert Florin Matei 12 László Klein 13 Endre Kacso 14 Ioan Al-Ioani Ent. Zoltán Jakab |

## Organización

### Sedes
El torneo se disputó en las ciudades de:
| Grupo | País     | Ciudad | Pabellón                     | Capacidad |
| A     | Bulgaria | Varna  | Palace of Culture and Sports |           |
| B     | Albania  | Vlorë  | Flamurtari Hall              |           |

## Resultados
(Entre el 6 y el 11 de enero de 2004)

### Grupo A
| Equipo     | Pts | PJ | PG | PE | PP | GF | GC | Dif |
| ---------- | --- | -- | -- | -- | -- | -- | -- | --- |
| Rumanía    | 7   | 3  | 2  | 1  | 0  | 20 | 4  | 16  |
| Armenia    | 5   | 3  | 1  | 2  | 0  | 9  | 7  | 2   |
| Kazajistán | 4   | 3  | 1  | 1  | 1  | 9  | 12 | -3  |
| Bulgaria   | 0   | 3  | 0  | 0  | 3  | 7  | 22 | -15 |

#### Resultados
| Jornada 1; Jueves, 8 de enero de 2004 18:00 UTC+1 | Bulgaria                        | 0-12    | Rumanía | Palace of Culture and Sports, Varna (Bulgaria) | |
|                                                   | Yavor Sofroniev 37'00' , 37'00' | Reporte | 01'01', 10'03' Robert Lupu · 03'02', 10'04', 32'07' Csoma Alpar · 24'05', 40'12' Robert Florin Matei · 31'06' Nicolae Daniel Moraru · 33'08' Bogdan Octavian Vintila · 35'09' Marian Valentin Stanciu · 36'10' Endre Kacso · 39'11' Gabriel Molomfalean | Árbitro(s): Primer árbitro: Károly Török (HUN) Segundo árbitro: Raimondas Butkus (LTU) Tercer árbitro: Peter Zivcic (SVK) Mesa: Delegado UEFA: Semen Andreev (RUS) | Árbitro(s): Primer árbitro: Károly Török (HUN) Segundo árbitro: Raimondas Butkus (LTU) Tercer árbitro: Peter Zivcic (SVK) Mesa: Delegado UEFA: Semen Andreev (RUS) |

| Jornada 1; Viernes, 9 de enero de 2004 16:00 UTC+1 | Rumanía                                                                          | 3-3     | Armenia                                                                                       | Palace of Culture and Sports, Varna (Bulgaria) | |
|                                                    | Robert Florin Matei 18'03' · Marian Valentin Stanciu 25'05' · Endre Kacso 35'06' | Reporte | 03'01' Sarkis Nazaryan · 04'02' Artur Abazyan · 20'04' Ashot Avetisyan · 18'00' Artur Abazyan | Árbitro(s): Primer árbitro: Peter Zivcic (SVK) Segundo árbitro: Edi Sunjic (CRO) Tercer árbitro: Károly Török (HUN) Mesa: Delegado UEFA: Semen Andreev (RUS) | Árbitro(s): Primer árbitro: Peter Zivcic (SVK) Segundo árbitro: Edi Sunjic (CRO) Tercer árbitro: Károly Török (HUN) Mesa: Delegado UEFA: Semen Andreev (RUS) |

| Jornada 2; Viernes, 9 de enero de 2004 18:00 UTC+1 | Bulgaria | 5-6     | Kazajistán | Palace of Culture and Sports, Varna (Bulgaria) | |
|                                                    | Marian Dochev 04'03', 40'10' · Daniel Nestorov 26'05', 30'06' · Valentin Stantshev 30'07' · Nikolay Staikov 03'00' · Todor Stoianov 39'00' | Reporte | 02'01', 02'02' Alibek Karimov · 18'04', 40'11' Maksim Batov · 36'08' Saken Kenetaev · 39'09' Aleksandr Bondarev · 35'00' Erlan Ershanov · 37'00' , 37'00' Saken Kenetaev | Árbitro(s): Primer árbitro: Károly Török (HUN) Segundo árbitro: Raimondas Butkus (LTU) Tercer árbitro: Edi Sunjic (CRO) Mesa: Delegado UEFA: Semen Andreev (RUS) | Árbitro(s): Primer árbitro: Károly Török (HUN) Segundo árbitro: Raimondas Butkus (LTU) Tercer árbitro: Edi Sunjic (CRO) Mesa: Delegado UEFA: Semen Andreev (RUS) |

| Jornada 2; Sábado, 10 de enero de 2004 14:00 UTC+1 | Armenia                                                                    | 2-2     | Kazajistán                                                            | Palace of Culture and Sports, Varna (Bulgaria) | |
|                                                    | Sarkis Nazaryan 14'02' · Tigran Petrosyan 33'04' · Tigran Petrosyan 27'00' | Reporte | 04'01' Ramil Yussupov · 18'03' Erlan Ershanov · 39'00' Erlan Ershanov | Árbitro(s): Primer árbitro: Peter Zivcic (SVK) Segundo árbitro: Edi Sunjic (CRO) Tercer árbitro: Károly Török (HUN) Mesa: Delegado UEFA: Semen Andreev (RUS) | Árbitro(s): Primer árbitro: Peter Zivcic (SVK) Segundo árbitro: Edi Sunjic (CRO) Tercer árbitro: Károly Török (HUN) Mesa: Delegado UEFA: Semen Andreev (RUS) |

| Jornada 3; Domingo, 11 de enero de 2004 16:00 UTC+1 | Kazajistán                                                                | 1-5     | Rumanía | Palace of Culture and Sports, Varna (Bulgaria) | |
|                                                     | Alibek Karimov 16'02' · Alibek Karimov 30'00' · Aleksandr Bondarev 26'00' | Reporte | 09'01', 26'04' Robert Florin Matei · 18'03' Marian Valentin Stanciu · 32'05', 39'06' Robert Lupu · 32'00' Nelu Stancea · 36'00' Robert Lupu | Árbitro(s): Primer árbitro: Károly Török (HUN) Segundo árbitro: Edi Sunjic (CRO) Tercer árbitro: Peter Zivcic (SVK) Mesa: Delegado UEFA: Semen Andreev (RUS) | Árbitro(s): Primer árbitro: Károly Török (HUN) Segundo árbitro: Edi Sunjic (CRO) Tercer árbitro: Peter Zivcic (SVK) Mesa: Delegado UEFA: Semen Andreev (RUS) |

| Jornada 3; Domingo, 11 de enero de 2004 18:00 UTC+1 | Armenia | 4-2     | Bulgaria                                                                      | Palace of Culture and Sports, Varna (Bulgaria) | |
|                                                     | Sarkis Nazaryan 03'02' · Zohrab Niazyan 11'03' · Varazdat Avetisyan 35'05' · Armen Gyulambaryan 39'06' · Armen Gyulambaryan 38'00' | Reporte | 02'01', 33'04' Daniel Kalchev · 20'00' Yavor Sofroniev · 38'00' Boiko Kamenov | Árbitro(s): Primer árbitro: Peter Zivcic (SVK) Segundo árbitro: Raimondas Butkus (LTU) Tercer árbitro: Edi Sunjic (CRO) Mesa: Delegado UEFA: Semen Andreev (RUS) | Árbitro(s): Primer árbitro: Peter Zivcic (SVK) Segundo árbitro: Raimondas Butkus (LTU) Tercer árbitro: Edi Sunjic (CRO) Mesa: Delegado UEFA: Semen Andreev (RUS) |

### Grupo B
| Equipo     | Pts | PJ | PG | PE | PP | GF | GC | Dif |
| ---------- | --- | -- | -- | -- | -- | -- | -- | --- |
| Chipre     | 4   | 2  | 1  | 1  | 0  | 9  | 5  | 4   |
| Albania    | 4   | 2  | 1  | 1  | 0  | 9  | 7  | 2   |
| Inglaterra | 0   | 2  | 0  | 0  | 2  | 10 | 16 | -6  |

#### Resultados
| Jornada 1; Martes, 6 de enero de 2004 17:00 UTC+1 | Albania | 8-6     | Inglaterra | Flamurtari Hall, Vlorë (Albania) | |
|                                                   | Roland Nenaj 09'01' · Dan Wood (p.p.) 10'03' · Ani Mullaj 14'05', 36'10', 37'11' · Armant Dama 24'07', 39'13' · Gerdi Spahiu 40'14' · Arben Milori 16'00' | Reporte | 10'02', 19'06', 38'12' Louis Axcell · 29'09' Dan Wood · 13'04' Alex Sykes · 26'08' Gareth Berry · 39'00' Louis Axcell · 38'00' Ben Walker | Árbitro(s): Primer árbitro: Radenko Mijatovic (SVN) Segundo árbitro: Babak Guliyev (AZE) Tercer árbitro: Stefanita Mugurel Vadan (ROU) Mesa: Delegado UEFA: Andrea Lastrucci (ITA) | Árbitro(s): Primer árbitro: Radenko Mijatovic (SVN) Segundo árbitro: Babak Guliyev (AZE) Tercer árbitro: Stefanita Mugurel Vadan (ROU) Mesa: Delegado UEFA: Andrea Lastrucci (ITA) |

| Jornada 2; Miércoles, 7 de enero de 2004 17:00 UTC+1 | Inglaterra                                                      | 4-8     | Chipre | Flamurtari Hall, Vlorë (Albania) | |
|                                                      | Ben Walker 02'03', 35'11' · Alex Sykes 22'08' · Dan Wood 39'12' | Reporte | 01'01', 17'06' Marios Lambrou · 02'02', 29'09' Costas Poliviou · 03'04', 34'10' Marios Aggelides · 15'05' Chrysostomos Chrysostomou · 20'07' Agathoclis Agathocleous · 33'00' Marios Lambrou | Árbitro(s): Primer árbitro: Radenko Mijatovic (SVN) Segundo árbitro: Stefanita Mugurel Vadan (ROU) Tercer árbitro: Babak Guliyev (AZE) Mesa: Delegado UEFA: Andrea Lastrucci (ITA) | Árbitro(s): Primer árbitro: Radenko Mijatovic (SVN) Segundo árbitro: Stefanita Mugurel Vadan (ROU) Tercer árbitro: Babak Guliyev (AZE) Mesa: Delegado UEFA: Andrea Lastrucci (ITA) |

| Jornada 3; Jueves, 8 de enero de 2004 17:00 UTC+1 | Chipre                                                | 1-1     | Albania                                                     | Flamurtari Hall, Vlorë (Albania) | |
|                                                   | Costas Poliviou 37'02' · Charalambos Demetriou 23'00' | Reporte | 30'01' Ani Mullaj · 21'00' Roland Nenaj · 30'00' Ani Mullaj | Árbitro(s): Primer árbitro: Babak Guliyev (AZE) Segundo árbitro: stefanita Mugurel Vadan (ROU) Tercer árbitro: Radenko Mijatovic (SVN) Mesa: Delegado UEFA: Andrea Lastrucci (ITA) | Árbitro(s): Primer árbitro: Babak Guliyev (AZE) Segundo árbitro: stefanita Mugurel Vadan (ROU) Tercer árbitro: Radenko Mijatovic (SVN) Mesa: Delegado UEFA: Andrea Lastrucci (ITA) |

## Estadísticas

### Resumen
| Pos | Equipo     | Pts | PJ | PG | PE | PP | GF | GC | Dif | Rend   | Expulsado | Amonestado |
| --- | ---------- | --- | -- | -- | -- | -- | -- | -- | --- | ------ | --------- | ---------- |
| 1   | Rumanía    | 7   | 3  | 2  | 1  | 0  | 20 | 4  | 16  | 77,78% |           | 2          |
| 2   | Armenia    | 5   | 3  | 1  | 2  | 0  | 9  | 7  | 2   | 55,56% |           | 3          |
| 3   | Chipre     | 4   | 2  | 1  | 1  | 0  | 9  | 5  | 4   | 66,67% |           | 2          |
| 4   | Albania    | 4   | 2  | 1  | 1  | 0  | 9  | 7  | 2   | 66,67% |           | 3          |
| 5   | Kazajistán | 4   | 3  | 1  | 1  | 1  | 9  | 12 | -3  | 44,44% | 1         | 5          |
| 6   | Inglaterra | 0   | 2  | 0  | 0  | 2  | 10 | 16 | -6  | 0,00%  |           | 2          |
| 7   | Bulgaria   | 0   | 3  | 0  | 0  | 3  | 7  | 22 | -15 | 0,00%  | 1         | 5          |

### Goleadores
| Jugador                   | Selección  | Total | Jugada | Penalti | Propia Puerta |
| ------------------------- | ---------- | ----- | ------ | ------- | ------------- |
| Robert Florin Matei       | Rumanía    | 5     | 5      |         |               |
| Ani Mullaj                | Albania    | 4     | 4      |         |               |
| Robert Lupu               | Rumanía    | 4     | 4      |         |               |
| Sarkis Nazaryan           | Armenia    | 3     | 3      |         |               |
| Costas Poliviou           | Chipre     | 3     | 3      |         |               |
| Louis Axcell              | Inglaterra | 3     | 3      |         |               |
| Alibek Karimov            | Kazajistán | 3     | 3      |         |               |
| Csoma Alpar               | Rumanía    | 3     | 3      |         |               |
| Marian Valentin Stanciu   | Rumanía    | 3     | 3      |         |               |
| Armant Dama               | Albania    | 2     | 2      |         |               |
| Marian Dochev             | Bulgaria   | 2     | 2      |         |               |
| Daniel Nestorov           | Bulgaria   | 2     | 2      |         |               |
| Daniel Kalchev            | Bulgaria   | 2     | 2      |         |               |
| Marios Lambrou            | Chipre     | 2     | 2      |         |               |
| Marios Aggelides          | Chipre     | 2     | 2      |         |               |
| Dan Wood                  | Inglaterra | 2     | 2      |         | 1             |
| Alex Sykes                | Inglaterra | 2     | 2      |         |               |
| Ben Walker                | Inglaterra | 2     | 2      |         |               |
| Maksim Batov              | Kazajistán | 2     | 2      |         |               |
| Endre Kacso               | Rumanía    | 2     | 2      |         |               |
| Roland Nenaj              | Albania    | 1     | 1      |         |               |
| Gerdi Spahiu              | Albania    | 1     | 1      |         |               |
| Artur Abazyan             | Armenia    | 1     | 1      |         |               |
| Ashot Avetisyan           | Armenia    | 1     | 1      |         |               |
| Tigran Petrosyan          | Armenia    | 1     | 1      |         |               |
| Zohrab Niazyan            | Armenia    | 1     | 1      |         |               |
| Varazdat Avetisyan        | Armenia    | 1     | 1      |         |               |
| Armen Gyulambaryan        | Armenia    | 1     | 1      |         |               |
| Valentin Stantshev        | Bulgaria   | 1     | 1      |         |               |
| Chrysostomos Chrysostomou | Chipre     | 1     | 1      |         |               |
| Agathoclis Agathocleous   | Chipre     | 1     | 1      |         |               |
| Gareth Berry              | Inglaterra | 1     | 1      |         |               |
| Erlan Ershanov            | Kazajistán | 1     | 1      |         |               |
| Saken Kenetaev            | Kazajistán | 1     | 1      |         |               |
| Aleksandr Bondarev        | Kazajistán | 1     | 1      |         |               |
| Ramil Yussupov            | Kazajistán | 1     | 1      |         |               |
| Nicolae Daniel Moraru     | Rumanía    | 1     | 1      |         |               |
| Bogdan Octavian Vintila   | Rumanía    | 1     | 1      |         |               |
| Gabriel Molomfalean       | Rumanía    | 1     | 1      |         |               |

### Tarjetas
| Jugador               | Selección  | Total | Expulsado | Amonestado |
| --------------------- | ---------- | ----- | --------- | ---------- |
| Yavor Sofroniev       | Bulgaria   | 3     | 1         | 2          |
| Saken Kenetaev        | Kazajistán | 2     | 1         | 1          |
| Erlan Ershanov        | Kazajistán | 2     |           | 2          |
| Roland Nenaj          | Albania    | 1     |           | 1          |
| Ani Mullaj            | Albania    | 1     |           | 1          |
| Arben Milori          | Albania    | 1     |           | 1          |
| Artur Abazyan         | Armenia    | 1     |           | 1          |
| Tigran Petrosyan      | Armenia    | 1     |           | 1          |
| Armen Gyulambaryan    | Armenia    | 1     |           | 1          |
| Nikolay Staikov       | Bulgaria   | 1     |           | 1          |
| Todor Stoianov        | Bulgaria   | 1     |           | 1          |
| Boiko Kamenov         | Bulgaria   | 1     |           | 1          |
| Marios Lambrou        | Chipre     | 1     |           | 1          |
| Charalambos Demetriou | Chipre     | 1     |           | 1          |
| Louis Axcell          | Inglaterra | 1     |           | 1          |
| Ben Walker            | Inglaterra | 1     |           | 1          |
| Alibek Karimov        | Kazajistán | 1     |           | 1          |
| Aleksandr Bondarev    | Kazajistán | 1     |           | 1          |
| Robert Lupu           | Rumanía    | 1     |           | 1          |
| Nelu Stancea          | Rumanía    | 1     |           | 1          |